# Lilla Horns löväng
Lilla Horns löväng är ett naturreservat i Borgholms kommun i Kalmar län.

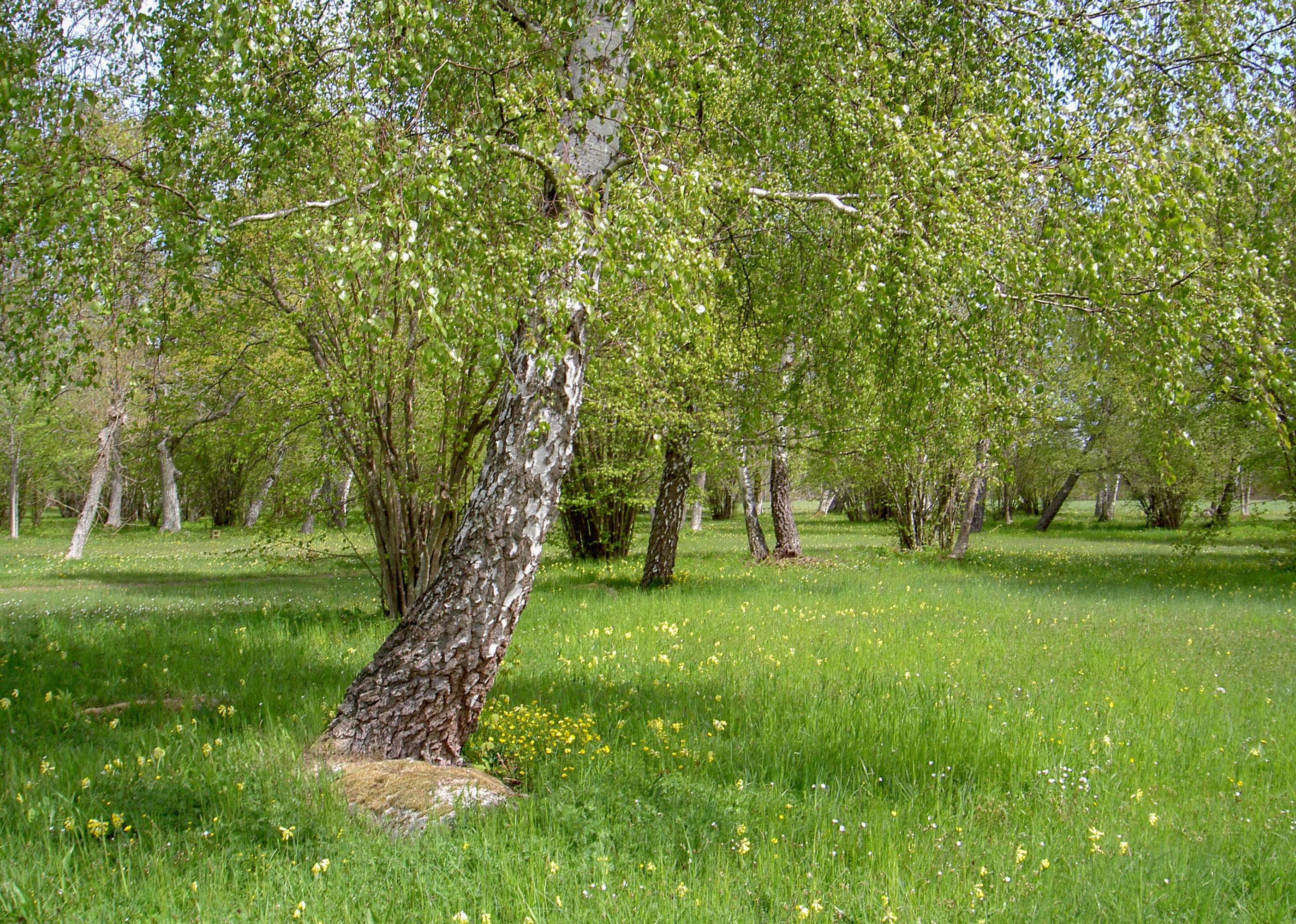
Lilla Horns löväng

Området är naturskyddat sedan 1981 och är 8 hektar stort. Reservatet består av slåtteräng med gamla ekar och askar samt ängsliknande betesmark. 